# Virginie Morel-du Verger
Virginie Morel du Verger, née en 1799 et morte le 17 décembre 1869, est une pianiste, professeur de musique et compositrice française.

## Biographie
Jeanne Virginie Morel naît à Metz le 17 mai 1799. 
Née d'une « union illégitime », elle apprend la musique en autodidacte. Se révélant douée, elle part jeune pour Paris accompagnée de sa mère,. 
Elle étudie alors avec Louis Adam au conservatoire de Paris, où elle reçoit un premier prix de piano en 1814, puis se perfectionne en leçons particulières auprès de Reicha (pour l'harmonie), Clementi et Hummel, enseigne ensuite le piano et la harpe, avant de devenir la maîtresse de piano de la Duchesse de Berry vers 1825,. 
En 1828, elle épouse le colonel Philippe Leroy, qui reçoit le titre de baron du Verger. 
Comme compositrice, elle est l'autrice d'une Sonate pour piano, d'études pour l'instrument (Huit Études mélodiques, qui « concurrencent en qualité les études de Louise Farrenc à laquelle elles sont dédiées  »), de trois duos (Duettini) pour violon et piano, et de quelques autres œuvres de musique de chambre,. 
Virginie Morel, baronne du Verger, meurt dans la propriété de son mari, le château du Verger de Seiches-sur-le-Loir, le 17 décembre 1869,,.

## Œuvres

### Musique pour piano
- Huit études mélodiques
  - Introduction
  - La Calma
  - La Disparata
  - La Berceuse
  - L'Incertezza
  - Barcarolle
  - Romanza
  - Le Papillon